# لا کالرا
لا کالرا (به اسپانیایی: La Calera) یک شهرستان‌ در شیلی است که در کیوتا واقع شده‌است. لا کالرا ۶۰٫۵ کیلومترمربع مساحت و ۵۰٬۲۲۱ نفر جمعیت دارد و ۱۸۳ متر بالاتر از سطح دریا واقع شده.